# Cenchrus longispinus
Cenchrus longispinus är en gräsart som först beskrevs av Eduard Hackel, och fick sitt nu gällande namn av Merritt Lyndon Fernald. Cenchrus longispinus ingår i släktet tagghirser, och familjen gräs. Inga underarter finns listade i Catalogue of Life.